# Monique Lehman
Monique Lehman (ur. jako Monika Chmielewska 22 grudnia 1951 w Warszawie) – polska artystka, malarka, grafik, wykładowca, twórczyni gobelinów.

## Życiorys
Monique wychowała się na warszawskim Mokotowie przy ul. Puławskiej. Gdy miała czternaście lat, jej rodzina przeprowadziła się na Modzelewskiego 100. W latach 1958–1966 uczęszczała do Szkoły Podstawowej nr 10 im. Królowej Jadwigi przy ulicy Woronicza 8. W 1966 roku rozpoczęła naukę w Liceum Sztuk Plastycznych mieszczącym się w Łazienkach Królewskich. Po maturze zdawała na muzealnictwo na Uniwersytecie Toruńskim. Po pierwszym roku przeniosła się na Akademię Sztuk Pięknych w Warszawie. W 1978 roku otrzymała dyplom magistra w katedrze Konserwacji Rzeźby pod kierownictwem Adama Romana i Andrzeja Kossa oraz dyplom magistra Konserwacji i Restauracji Rzeźby kamiennej i elementów architektury. Po ukończeniu studiów wyemigrowała do Stanów Zjednoczonych. Wyjazd artystki zbiegł się z wyborem Karola Wojtyły na papieża, którego wizerunek utkała techniką gobelinu. Portret Jana Pawła II wywieszono podczas mszy dla Polonii zgromadzonej w kościele pw. Pięciu Braci Męczenników w Chicago w 1979 roku. Gobelin ten trafił także na rozkładówkę magazynu „Shuttle Spindle and the Dyepot”. W 2000 roku artystka zorganizowała piątą edycję Biennale American Tapestry Alliance w Denver, którego jurorami (na zaproszenie Lehman) byli mec. Włodzimierz Cygan i Tomasz Osiński.
Lehman od 2009 roku jest sędzią międzynarodowego Biennale „Z Lozanny do Pekinu” w Chinach. Pracuje na rzecz organizacji 中国工艺美术协会 [Chińskie Stowarzyszenie Sztuki i Rzemiosła] China Fiberart, a także jest profesorem uczelni zawodowej w Zibo Vocational Institute (淄博职业学院). Jest wykładowcą na Uniwersytecie Tsinghua.
Zorganizowała wystawy poświęcone zamachom na World Trade Center 11 września w Nowym Jorku eksponowanej w Europie, Chinach i USA. Spośród wielu publikacji na temat sztuki Monique wyróżnia się zdjęcie gobelinu w magazynie „Sztuka w Chinach” z muzeum Fiberart w Pekinie przedstawiające życie artystki. Obecnie pracuje w Polsce i Stanach Zjednoczonych, gdzie dekoruje gobelinami kościoły, synagogi, ratusze i szpitale. Pracownie Lehman mieszczą się w Pasadenie oraz na warszawskim Mokotowie.
Monique pracuje na rzecz organizacji artystycznych i jest kuratorem wystaw organizowanych w Stanach. Redaguje artykuły o polskiej sztuce tkackiej i polskich artystach dla specjalistycznych pism poświęconych tkaninie artystycznej. Jej artykuły ukazują się m.in. w „Surface Design Journal”, „Fiberarts”, „Tapestry Topics” oraz „Canadian Tapestry Newsletter”.

## Wystawy w latach 2010–2017
- VII Międzynarodowe Biennale Światowej Organizacji Współczesnej Sztuki Włókna WTA Montevideo[9], Urugwaj, październik 2017
- Wearable expressions, 7th International Juried Exhibition, Palos Verdes, Kalifornia, luty – kwiecień 2017
- Celebrating Friendship Show – Studio Sadej[10], Navan, Ontario, styczeń – luty 2017
- ATB11 Muzeum Włókna w San Jose w Kalifornii, styczeń – kwiecień 2016
- Włókna bez granic, Centrum Sztuki w Ottawie, Kanada, wrzesień 2016
- ATB11 Muzeum sztuki w South Bend, Indiana, lipiec – wrzesień 2016
- ATB11 Muzeum sztuki w Topeka, Kansas, listopad – grudzień 2016
- Z Lozanny do Pekinu IX Międzynarodowa Wystawa Sztuki Włókna, Muzeum Sztuki w Shenzhen, Chiny 2016
- Sztuka Włókna bez granic, Śląskie Stowarzyszenie Artystów i Twórców SAT – październik – listopad 2015, Wrocław, Polska
- Z Lozanny do Pekinu VIII Międzynarodowa Wystawa Sztuki Włókna[11], Muzeum Sztuki w Shenzhen, Chiny 2014
- Sztuka Włókna, ZPAP Wystawa towarzysząca XV edycji Międzynarodowych TriennaleTkaniny, Warszawa, maj 2016
- 14. Międzynarodowe Triennale w Łodzi, Muzeum Tkactwa w Kamiennej Górze, Polska 2013
- Contemporary International Craft Exhibition, Nantong, Chiny 2013
- Z Lozanny do Pekinu VII Międzynarodowa Wystawa Sztuki Włókna, Exhibition Hall, Nantong, Chiny 2012
- ArtImplant Społeczny, Społeczna Akademia Nauk w Łodzi, 2012
- Convergence, Wearable Fashion Show Pacific Currents, Centrum Kongresowe w Long Beach, Kalifornia, 2012
- VI Bienal Intercional de Arte Textil Contemporaneo, Oaxaca, 2011
- Barwy i Faktury VI Międzynarodowe Biennale Malarstwa i Tkaniny Unikatowej, Gdynia, Polska 2011
- Sileziany 2011, Międzynarodowe Biennale Tkaniny Artystycznej, Bytom, Polska
- Po drugiej stronie lustra, Seymour Art Gallery, Galeria Sztuki w North Vancouver, Vancouver, Kanada, 2011
- Auction XIV, Muzeum Sztuki w Long Beach, Kalifornia, USA, 2011
- Passages –Tapestry International, Taos, Nowy Meksyk i Tacoma, Waszyngton, 2011
- Z Krosna do Krosna[12], Krosno, Polska 2010
- V Międzynarodowe Biennale Miniatury[13], Częstochowa, Polska, 2010
- Z Lozanny do Pekinu VI Międzynarodowa Wystawa Sztuki Włókna, Henan Art Center, Zhengzhou, Chiny 2010
- Sztuka Włókna[14], DAP Gallery, Warszawa, Polska 2010
- Włókiennicza Miniatura, Muzeum Włókiennictwa, Łódź, Polska 2010

## Gobeliny w USA – stała ekspozycja
- Pasadena Landmarks[15], Kalifornia
- Pasadena City College, Kalifornia
- City Hall, Bay City, Michigan
- Beth El Temple, La Jolla[16], Kalifornia
- St. Francis Hospital lobby, Peoria, Illinois
- Gobelin Deep Space 1 w Centrum Kosmicznym Johna F. Kennedy’ego na przylądku Canaveral, Floryda
- wizerunek Heleny Modrzejewskiej w jej domu w Arden[17], Kalifornia

## Życie prywatne
Ojcem Moniki był autor serii komiksów „Tytus, Romek i A’Tomek” Henryk Papcio Chmiel Chmielewski (1923–2021).
Mąż Moniki, David Lehman jest szefem programu kosmicznego w NASA. Był managerem projektu Deep Space 1, Grail i Mars Odyssey Project.
Brat Moniki, Artur Bartłomiej Chmielewski (ur. 1957 w Warszawie) – polski naukowiec, pracownik Jet Propulsion Laboratory, w 2014 jeden z menedżerów projektu Rosetta z ramienia NASA.
W 2017 roku Lehman wzięła udział w trzeciej edycji telewizyjnego show „Żony Hollywood” wyprodukowanego przez Golden Media Polska emitowanym na kanale TVN. Program przedstawia kulisy życia zamożnych Polek, które osiągnęły sukces w Hollywood.